# Leszek Balcerowicz
Leszek Henryk Balcerowicz (* 19. ledna 1947, Włocławek) je polský ekonom a politik, profesor Vysoké školy ekonomické ve Varšavě (Szkoła Główna Handlowa w Warszawie).
Dvakrát byl místopředsedou polské vlády a souběžně ministrem financí - v letech 1989–1991 v kabinetu Tadeusze Mazowieckého a v letech 1997–2000 ve vládě Jerzyho Buzka. Proslavil se především scénářem transformace polské ekonomiky na počátku 90. let zvaným Balcerowiczův plán. V letech 2001–2007 byl prezidentem polské centrální banky (Narodowy Bank Polski). V období 1995–2000 byl předsedou liberální politické strany Unie svobody (Unia Wolności). V roce 2016 se stal ekonomickým poradcem ukrajinské vlády (jeden ze zástupců ukrajinského prezidenta v ukrajinské vládě). Byl i významným publicistou, psal pravidelné sloupky do deníku Wprost. Roku 2005 obdržel nejvyšší státní vyznamenání Řád bílé orlice.